# Гротон (Јужна Дакота)
Гротон (енгл. Groton) град је у америчкој савезној држави Јужна Дакота.

## Демографија
По попису из 2010. године број становника је 1.458, што је 102 (7,5%) становника више него 2000. године.
| Група             | 2000.         | 2010.         |
| Белци             | 1.338 (98,7%) | 1.419 (97,3%) |
| Афроамериканци    | 0 (0,0%)      | 5 (0,3%)      |
| Азијати           | 0 (0,0%)      | 1 (0,1%)      |
| Хиспаноамериканци | 6 (0,4%)      | 13 (0,9%)     |
| Укупно            | 1.356         | 1.458         |